# Filzbach (Trattenbach)
Die Filzbach ist ein Wildbach im Seitental des Trattenbachtals in den Kitzbüheler Alpen, im Gemeindegebiet Neukirchen am Großvenediger und Wald im Pinzgau.

## Geographie
Die Bach entspringt zwischen Gamskogel (2206 m ü. A.) und Filzscharte (1686 m ü. A.) am Hang auf etwa 1730 m. Er erreicht westwärts das Kar unterhalb der Filzscharte, verläuft ab dort südwärts, mäandrierend fast ohne Gefälle, und nimmt zahlreiche Gerinne von den umliegenden Hängen. Die letzten 100 m des etwa 2,3 km langen Baches haben starkes Gefälle. Der Zusammenfluss in den Trattenbach ist unterhalb der Sonntagsalm (bei den unten Stallung, Untere Sonntagsalm).
Das Tal ist in Nord-Süd-Richtung ausgerichtet, und der Bachlauf bildet die Gemeindegrenze Wald im Westen und Neukirchen im Osten.

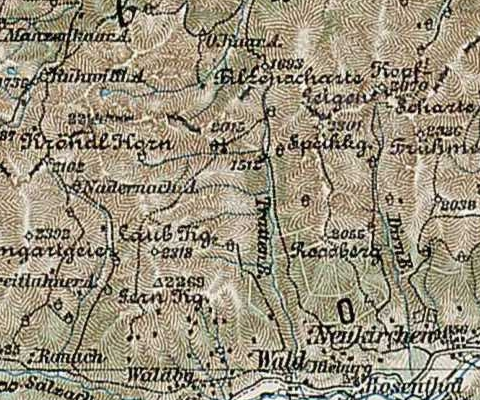
„Tratten B(ach)“. Franzisco-Josephinische Landesaufnahme, Blatt 30–47 Bruneck, um 1900
„Filzenscharte“ und Kote 1693

## Geologie und Umwelt: Geschützter Landschaftsteil Hinteres Filzenschartenmoos
Das Filzental gehört zum – bei Mittersill beginnenden – Innsbrucker Quarzphyllitkomplex, das sind Phyllite und Quarzphylite (Tonglimmerschiefer, Koralpe–Wölz-Deckensystem). Die Kitzbüheler Alpen sind hier stark eiszeitlich überprägt.
Der Taltobel ist ein zum Hochmoor verlandeter typischer Karseekomplex, der sich hier über den wasserstauenden Phylliten gebildet hat. Umstanden ist er von ausgedehnten Latschenfeldern. Im Moorbereich selbst finden sich Rundblättriger Sonnentau, Rosmarinheide, Moosbeere, Scheidiges Wollgras und andere Sauergräser, sonst dominiert in den vernässten Bereichen Schnabel-Segge. Im Gebiet sind mehrere Lurch- und Libellenarten belegt.

Das Hintere Filzenschartenmoos, das direkt unterhalb der Filzenscharte liegt, wurde im Ausmaß von 8,4854 Hektar zum Geschützten Landschaftsteil erklärt (GLT 00118, Verordnung 2005), ein im Salzburger Naturschutzrecht besonders strenger Schutzstatus.
Nur die untersten 100 m, an der Steilstufe ins Trattenbachtal, sind von Bergwald eingeschlossen.

## Wege und Touren
Durch dieses Tal kann man zum Gamskogel (2206 m) und Großen Rettenstein (2366 m) aufsteigen. Über die Filzscharte kann man den Kitzbüheler Hauptkamm überschreiten und gelangt durch das Windauer Achental nach Westendorf.
Im Bereich des geschützten Landschaftsteiles ist das Betreten streng verboten.